# 加尔文广场

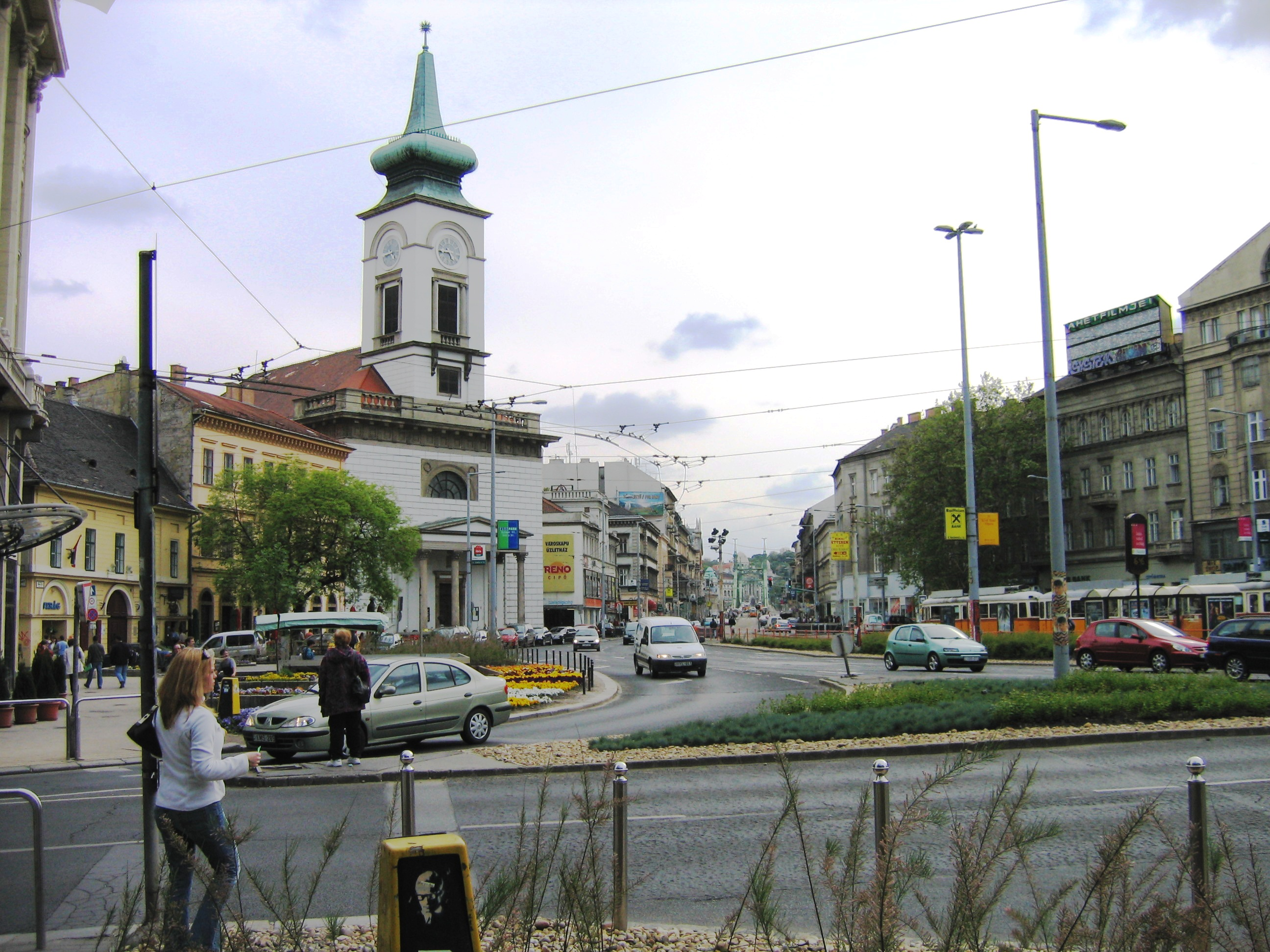
加尔文广场

加尔文广场（Kálvin tér）是匈牙利首都布达佩斯市中心的一个重要广场和交通枢纽，得名于法国宗教改革领袖约翰·加尔文。
博物馆环路（Múzeum körút）、海关环路（Vámház körút）、莫诺尔街（Üllői út）、巴罗希街（Baross utca）和凯奇凯梅特街（Kecskeméti utca）在此交汇。布达佩斯地铁M3线设有加尔文广场站。
匈牙利国家博物馆靠近加尔文广场。